# Olivia Brunaux
Pour les articles homonymes, voir Brunaux.
 (janvier 2020).
Olivia Brunaux est une actrice française née le 15 mars 1961 à Maisons-Laffitte (Seine-et-Oise).

## Biographie
Formation à l'école de la rue Blanche (ENSAT) de 1982 à 1983 et Conservatoire national supérieur d'art dramatique, de 1984 à 1987.
Olivia Brunaux fait aussi partie de l'Association Les Voix (Voix Off).

## Filmographie

### Cinéma

#### Longs métrages
- 1985 : Billy Ze Kick de Gérard Mordillat : ?
- 1986 : Grand Guignol de Jean Marbœuf : Coco
- 1986 : La Femme secrète de Sébastien Grall : ?
- 1986 : Lévy et Goliath de Gérard Oury : ?
- 1986 : Les Secrets de l'amour (The Secrets of love) d'Harry Kümel (sketch : La serre, diffusé également à la télévision dans la Série rose) : Célestine
- 1987 : Vent de panique de Bernard Stora : Isabelle
- 1987 : Cayenne Palace d'Alain Maline : Alice
- 1987 : Corentin, ou Les infortunes conjugales de Jean Marbœuf : Lisette
- 1987 : L'Enfance de l'art de Francis Girod : Lydia
- 1988 : Rouget le braconnier de Gilles Cousin : Jeanne Milcent
- 1991 : Un homme et deux femmes de Valérie Stroh : Sylvia
- 1991 : Lunes de fiel (Bitter Moon) de Roman Polanski : Cindy
- 1992 : À la vitesse d'un cheval au galop de Fabien Onteniente : Adélaïde
- 1993 : Délit mineur de Francis Girod : La maîtresse de Claude
- 1994 : Le Fils de Gascogne de Pascal Aubier
- 1998 : Pleine lune (Vollmond) de Fredi Murer : Selina Grond
- 1999 : T'aime de Patrick Sébastien : Sophie
- 2004 : Le Démon de midi de Marie Pascale Osterrieth : la mère de Didier

#### Courts métrages
- 1988 : La Trajectoire amoureuse de Pascal Aubier
- 1988 : Un arbre de Noël pour deux de Kathleen Fonmarty
- 1988 : René Lalu d'Éric Woreth
- 1994 : La Fléchette d'Anne Guillemard
- 1995 : Le Poids du ciel de Laurent Herbiet
- 1995 : La Danse du pigeon de Christine Destoppeleire
- 1998 : En désespoir de cause de Vincent Loury : ?
- 2000 : Come On de Pascal Aubier : ?

### Télévision

#### Téléfilms
- 1985 : Un aventurier nommé Godin de Paul Louis Martin : ?
- 1985 : Série noire, épisode Rhapsodie en jaune réalisé par Gérard Marx : Lulu
- 1985 : Série noire, épisode La Lune d'Omaha, réalisé par Jean Marbœuf : Claudine Reilly
- 1985 : Néo Polar, épisode La Théorie du 1 %, réalisé par Gérard Marx : ?
- 1985 : Un comédien dans un jeu de quilles, mini-série d'Hervé Baslé : ?
- 1986 : L'Été 36 d'Yves Robert : Gilberte
- 1986 : V comme vengeance, épisode Un Amour Tardif réalisé par Patrick Jamain : Julie
- 1986 : Série rose, épisode La Serre réalisé par Harry Kümel : Célestine
- 1986 : Le Cœur cambriolé de Michel Subiela : Rosine
- 1988-1989 : Les Jupons de la révolution, épisode Théroigne de Méricourt, l'amazone rouge  réalisé par Miguel Courtois : Théroigne de Méricourt
- 1989 : Navarro, épisode : La Fille d'André  réalisé par Patrick Jamain : Cécile Vattier
- 1989 : Série noire, épisode Gueule d'Arnaque Joël Séria : Tonie
- 1991 : Les Caquets de l'accouchée d'Hervé Baslé : l'accouchée
- 1991 : Navarro, épisode Billet de sang réalisé par Josée Dayan : Cécile Vattier
- 1991 : Ferbac, épisode Mariage Mortel réalisé par Marc Rivière : Muriel
- 1991 : L'Amant de ma sœur de Pierre Mondy : Hélène
- 1992 : Gang des Tractions Avant, épisode Marché noir : Sylvie
- 1992 : Le Jour du serpent de Gilles Béhat : ?
- 1992 : Coup de chance de Pierre Aknine : Martine
- 1993 : Shehaweh, mini-série de Jean Beaudin : ?
- 1993 : L'Instit, épisode Le mot de passe, réalisé par Jean-Louis Bertuccelli : Christine Lelouet
- 1994 : Les Cinq Dernières Minutes, épisode Saisie noire, réalisé par Alain Wermus : Sophie
- 1994 : Navarro, épisode Visage d'ange réalisé par Patrick Jamain : Cécile Vattier
- 1996 : Paroles d'enfants de Sophie Lecoeur
- 1997 : Les Cordier, juge et flic, épisode Boulot de flic réalisé par Gilles Béhat : Vania
- 1997 : La Mort dans l'âme de Jean-Louis Bertuccelli : ?
- 1998 : Drôles de clowns de Thierry Binisti : Zoé
- 1998 : Une femme d'honneur, épisode Brûlé vif : Blanche
- 1999 : Chère Marianne, épisode La sous préfète, réalisé par Pierre Joassin : Sylvia
- 1999 : Dossiers : Disparus, épisode : Élodie réalisé par Philippe Lefebvre : Geneviève
- 1999 : Maître Da Costa, épisode Les violons de la calomnie, réalisé par Jean-Louis Bertuccelli : Laurence Millau
- 1999 : Au bénéfice du doute de Williams Crépin : Marie-Blanche Jessac
- 1999 : Joséphine, ange gardien, épisode Une mauvaise passe réalisé par Pierre Joassin : Véronique Maillard
- 1999 : Brigade des mineurs de Michaëla Watteaux : Mireille Silovsky
- 1999 : L'Avocate, épisode État d'alerte, réalisé par Alain Nahum : Dr Kaeser
- 2000 : Femmes de loi, épisode pilote Justice d'une mère réalisé par Claude-Michel Rome : Séverine Millerant
- 2000 : La Double Vie de Jeanne d'Henri Helman : la golden girl
- 2001 : Les Filles à papa de Marc Rivière : Nadège
- 2000-2002 : Un Homme en colère, série créée par Mireille Lanteri et Bernard Marié : Anne Valois
- 2002 : Nestor Burma, épisode : Concurrences déloyales : Lisa Dardenne
- 2002 : La Vie dehors  de Jean-Pierre Vergne : Marthe
- 2003 : Tout pour être heureux de Jean-Denis Robert : Claire
- 2003 : Blandine l'insoumise, épisode Le miel de Mélanie réalisé par Claude D'Anna : Muriel Misquine
- 2004 : La Crim', épisode Ivresse mortelle réalisé par Dominique Guillo : Margot Jappy
- 2004 : L'homme qui venait d'ailleurs de François Luciani : Solange
- 2004 : À la poursuite de l'amour de Laurence Katrian : Sam
- 2004-2008 :  Groupe flag, série créée par Michel Alexandre : Marjorie
- 2005 : Julie Lescaut, épisode Justice est faite réalisé par Luc Goldenberg : Laura Staniak
- 2007 : Le Fantôme du lac de Philippe Niang : Nathalie Lanzi
- 2007 : Le Lien de Denis Malleval : Solange
- 2008 : RIS police scientifique, épisode Trait pour trait réalisé par Christophe Barbier : Isabelle Mouritier
- 2008 : Sur le fil, épisode Père et fils réalisé par Frédéric Berthe : la juge Sophie Savage
- 2008 : De sang et d'encre de Charlotte Brändström : Alex
- 2013 : Détectives, épisode Convictions intimes réalisé par Lorenzo Gabriele : Florence Aubrac
- 2013 : C'est pas de l'amour de Jérôme Cornuau : la présidente du tribunal
- 2014 : Le Sang de la vigne, épisode Cauchemar dans les Côtes de Nuits réalisé par Jacques Lebrima et Didier Vinson : Murielle Granjon
- 2014 : Interventions, épisode 3 réalisé par Éric Summer : ?
- 2014 : Joséphine, ange gardien, épisode Le Sourire de la Momie réalisé par Jean-Marc Seban : la directrice de l'Institut
- 2015 : La Mort d'Auguste de Denis Malleval : Lucie Mature
- 2015 : Le Port de l'oubli de Bruno Gantillon : Nathalie Lagarde
- 2018 : La Faute de Nils Tavernier : Madame Roure
- 2020 : Tandem, épisode Le serment d'Hippocrate : La doyenne de la faculté de médecine (mais gratifiée du nom de Brutaux, avec un T!, au générique).
- 2022 : Un si grand soleil : Sylvie
- 2024 : Surface de Slimane-Baptiste Berhoun : Sabine Soulignac

## Doublage

### Jeux vidéo
- 2023 : Starfield : ?[1]

## Théâtre
- Dom Juan de Molière, mise en scène Roland Monod (rôle de Charlotte), 1983.
- Les Bonnes, de Jean Genet, mise en scène de Marc François (rôle de Claire), 1987.
- La Dame de la Mer, d'Ibsen, mise en scène de Jean Claude Buchard (rôle de Bolette) 1991 et (en alternance) Les Revenants d'Ibsen, mise en scène de Jean Claude Buchard 1991 (à la Grande halle de la Villette).
- Summer d'Edward Bond, mise en scène de Jeanne Champagne, 1992
- La Peau des autres, de Jordan Plevnes, mise en scène de Jacques Seiler (Théâtre Silvia Monfort), 1993.
- Oncle Vania, d'Anton Tchekov, mise en scène d'Alain Bézu (rôle d'Héléna) à Rouen au Théâtre des 2 Rives, 1995.
- La Terrasse de Jean Claude Carrière, mise en scène de Bernard Murat (reprise au Théâtre des Célestins à Lyon et tournée), 1998.
- Drame en 1779, de Hervé (Opérette) Au Théâtre des Déchargeurs, 2003.
- Jeux d'rôles de Pierre-Olivier Scotto et Martine Feldmann, mise en scène Marion Sarraut, Théâtre d'Edgar, 2007.
- Maison de poupée d'Ibsen, mise en scène de Nils Öhlund (rôle de Nora avec Féodor Atkine au Théâtre de L'Athénée), 2010.